# 드래건 센터

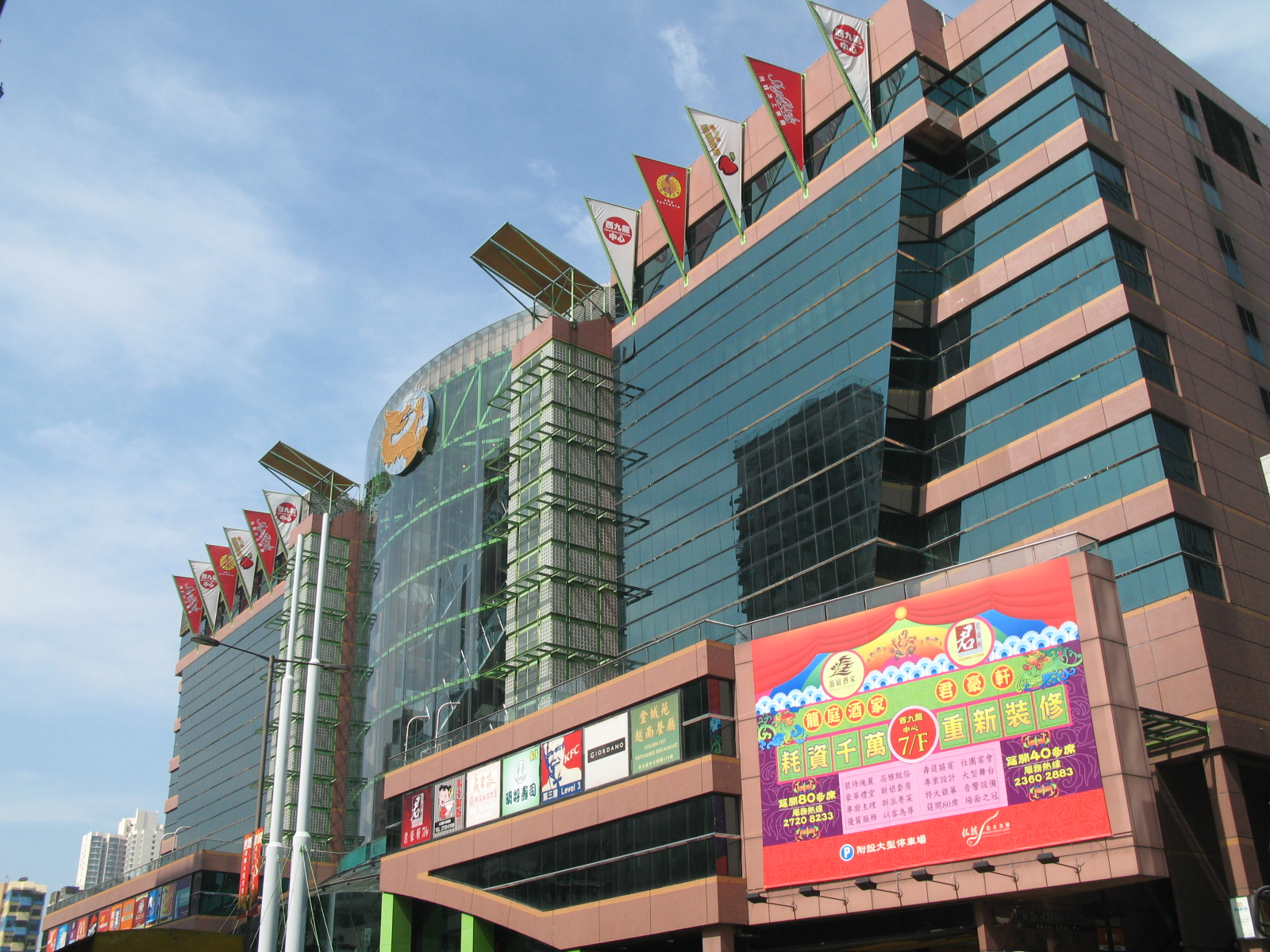
드래건 센터

드래건 센터(西九龍中心)는 홍콩의 주룽 선수이부 지구에 있는 10층으로 된 쇼핑 센터이다.
막사에 대한 샴 슈이 포 사이트의 드래곤 센터, 1927년에 세계 대전에, 난징 축제 막사로, 군사 캠프와 막사를 시작, 일본 제국 육군은 홍콩 샴 슈이 포 캠프는 일본어 수용소로 변경됩니다 캡처 투옥 홍콩, 캐나다, 인도, 영국 군인에 주둔했다. 홍콩의 다시 빛 후, 영국 수비대는 1977 샴 슈이 포 막사를 다시 사용합니다.
캠프 종료 후, 땅이 난징 막사 라이 콕 부동산과 샴 슈이 포 공원, 나머지 (즉, 축제 캠프)의 건설에 사용된이뿐만 아니라, 완성 라이 마을 토지 부분 후 1989년에 폐쇄 베트남어 ( 캠프로 변환되었다 웨스트 구룡의 완료의 일부, 1994년 11월 수( 麗安邨) 있도록, 1993년에 완성되었다